# Lele Battista
Lele (Raffaele) Battista (Milano, 30 agosto 1975) è un cantautore, polistrumentista, arrangiatore e produttore discografico italiano.

## Biografia
All'età di 10 anni inizia a studiare pianoforte e 5 anni dopo scrive la sua prima canzone.
Nel 1991 comincia a suonare con Giorgio Mastrocola, Giuseppe Sabella e Michele Sabella, e con loro dà vita al gruppo La Sintesi. Finito il liceo si iscrive alla facoltà di Filosofia che, però, lascia nel 1998. L'anno successivo esce L'eroe romantico, primo album dei La Sintesi, prodotto da Morgan. Nel 2002, in concomitanza con il Festival di Sanremo (al quale il gruppo partecipa nella sezione Giovani con il brano Ho mangiato la mia ragazza, posizionandosi all'ultimo posto in classifica), esce il secondo album con i La Sintesi, intitolato Un curioso caso (con la produzione di Pino Pischetola). Dopo un tour di circa 50 date il gruppo si scioglie.
Collabora con i Soerba, gli Audiorama e Daniele Dupuis (Megahertz). Partecipa al progetto musicale Zerouno e alla compilation di tributo a Franco Battiato dal titolo Voli imprevedibili, col brano L'esodo.
(Lele Battista)
La carriera solista di Lele Battista inizia nel 2006. La voglia di stare con te, in radio dal 10 febbraio, anticipa l'uscita del suo primo album Le ombre (pubblicato da Mescal/Sony il 10 marzo) scritto in collaborazione con Giorgio Mastrocola, già chitarrista dei La Sintesi. Dell'omonimo brano viene girato un videoclip musicale diretto da Lorenzo Vignolo. All'uscita dell'album segue un tour in cui Lele è affiancato da una band composta da Giorgio Mastrocola (chitarra), Andrea Dupuis (batteria) e Daniele Dupuis (Megahertz) (basso e sintetizzatori). Partecipa a ConGarbo, progetto tributo a Garbo, con una cover del brano Forse ed a due compilation tributo allegate alla rivista Mucchio Extra: Con quali occhi... (un omaggio a Francesco De Gregori) con Pezzi di vetro (con Santa Sangre) e Deviazioni (un omaggio a Vasco Rossi) con Ogni volta (duetto con Alessandro Raina).
Nel gennaio 2009 esce il secondo album del progetto Zerouno (.2) trasformato in una vera e propria band con due cantanti: Lele Battista e Luca Urbani. Gli altri componenti del gruppo sono Simone Cattaneo, Pedro Fiamingo, Matteo Agosti, Marco Ferrara e Stefano Floriello. Nello stesso anno Lele Battista è uno di sei giovani artisti che reinterpretano Last Minute, un brano tratto dall'album Musica moderna di Ivano Fossati, nell'omonimo EP del cantautore genovese. Sempre nel 2009 firma la colonna sonora del film Lo stallo di Silvia Ferreri.
Nel settembre 2010 esce il suo secondo album Nuove esperienze sul vuoto, da cui vengono scelti tre singoli: Il nido (accompagnato dal video diretto da Lorenzo Vignolo), Blocco del traffico e L'arte di essere felici. Durante il tour di oltre 20 concerti che segue la pubblicazione dell'album Lele Battista è accompagnato da Giorgio Mastrocola (chitarre). Apre alcuni concerti di Mauro Ermanno Giovanardi e Morgan, con il quale divide il palco come musicista della Louis G. Techno band (2011) e MemorandOm (2012). Nel 2012 si esibisce dal vivo con Violante Placido (Viola) nel loro Nel mentre tour di 20 date in tutta Italia. La band che li accompagna sul palco è composta da Giorgio Mastrocola (chitarre), Alessandro "Gaben" Gabini (basso) e Niccolò Bodini (batteria).
Parallelamente Lele Battista lavora anche come produttore artistico e arrangiatore. Tra il 2006 e il 2009 segue la produzione artistica dei dischi di Yuri Beretta (La forza), Ariadineve (Buone vacanze, con Paolo Benvegnù) e Controluce (Aprile). Nel 2012 è produttore artistico del secondo album di Yuri Beretta intitolato L'esercizio della gentilezza. Collabora alla scrittura e alla produzione di Sheepwolf, il secondo album di Viola, pubblicato nel settembre 2013. Con Giovanni Mancini cura la produzione artistica di Madame Ugo, il terzo album di Fabio Cinti.
Fa parte, assieme a Daniele Dupuis (Megahertz) e Gaetano Cappa, della resident band all'interno della trasmissione televisiva di Morgan Invece no, in onda su Deejay TV nel 2010. Nel 2011, sempre con Gaetano Cappa, è metà della miniband Gigantevskij che suona in una scatola nel programma televisivo quotidiano di Platinette Good Evening, anche su Deejay TV.
Nel 2014 affianca Morgan nell'ottava edizione di X Factor nel ruolo di producer musicale.
Il suo terzo album da solista Mi do mi medio mi mento esce il 4 novembre 2016 per Parola Cantata Dischi capitanata da Mauro Ermanno Giovanardi.

## Discografia

### Con i La Sintesi
- 1999 – L'eroe romantico (NOYS/Sony)
- 2002 – Un curioso caso (Columbia/Sony)

### Solista
- 2006 – Le ombre (Mescal/Sony)
- 2010 – Nuove esperienze sul vuoto (Mescal/Universal)
- 2016 – Mi do mi medio mi mento (Parola Cantata Dischi/Goodfellas)

### Con gli Zerouno
- 2004 – Zerouno (Mescal), voce in Un po' d'aria e Ho mangiato la mia ragazza
- 2009 – .2 (Discipline)

### Compilation
- 2004 – L'esodo in Voli imprevedibili, un album tributo a Franco Battiato
- 2006 – Forse in ConGarbo, un album tributo a Garbo
- 2007 – Pezzi di vetro in Con quali occhi... (un omaggio a Francesco De Gregori), un album tributo a Francesco de Gregori, con Santa Sangre
- 2008 – Ogni volta in Deviazioni (un omaggio a Vasco Rossi), un album tributo a Vasco Rossi, con Alessandro Raina
- 2009 – Last Minute in Last Minute di Ivano Fossati

### Featuring
- 2002 – Un po' d'aria, Soerba (1996 beside 2002)
- 2005 – Ho bisogno di me, Audiorama (Audiorama)
- 2007 – Edonè - InVitro (Canzoni Egregie EP)
- 2009 – Fotosintesi, Controluce (Aprile)
- 2010 – Cercando un senso, Davide Ferrario (F)
- 2010 – Trasparente, Hellzapop (Finché la luce è accesa)
- 2011 – Profondamente dentro, Versus (Retròattivo)
- 2011 – L'attesa, Roberta Cartisano (Autentiche voci)
- 2011 – My Planet (studio '99 version), Analogico Perplesso! (My Planet)
- 2012 – When I Am Laid In Earth, Fabio Cinti (Il minuto secondo)
- 2012 – Bisogna passare il tempo, Newdress (Legàmi di luce)
- 2012 – Dormiveglia, Aperegina (L'arte del vuoto)
- 2012 – Estate di Bretagna, Alex Bevilacqua (Visioni d'insieme)
- 2012 – Idillio borghese, Giovanni Marton (Ogni sguardo non è perso)
- 2013 – Mi aspetto di tutto, Paolo Cattaneo (La luce nelle nuvole)
- 2015 – Nero, Newdress (Novanta EP)
- 2016 – Stringiti a me, Patrizia Cirulli (Mille baci)
- 2016 – Se io fossi un uomo, Paolo Cattaneo (Una piccola tregua)

### Testi per altri artisti
- 2004 – Sweet Emotion, Estetica, In the Corner (coautore con Megahertz), Disco Adventure (coautore con Megahertz), Megahertz (Estetica)
- 2005 – Ho bisogno di me, Audiorama (Audiorama), coautore con Max Felsani
- 2010 – Cercando un senso, Davide Ferrario (F)
- 2011 – Cosa ti aspetti da questa notte, Profondamente dentro, Versus (Retròattivo)
- 2013 – Precipitazioni, Qualcosa dev'essere successo Viola (Sheepwolf), coautore con Viola